# Генералът на мъртвата армия
„Генералът на мъртвата армия“ (на албански: Gjenerali i ushtrisë së vdekur) е роман от 1963 г. на албанския писател Исмаил Кадаре. Това е най-приветстваният от критиката роман на автора. Кадаре е насърчен да напише книгата от Драго Силичи, литературен критик и директор на държавното издателство Naim Frashëri. Публикувана е за първи път, когато писателят е на 26 години.

## Сюжет
В началото на 60-те години на ХХ век, почти 20 години след края на Втората световна война, италиански генерал, придружен от свещеник, който също и полковник от италианската армия, е изпратен в Албания, за да намери и събере останките на своите сънародници, загинали по време на войната и да ги върне за погребение в Италия. Докато организират разкопките, двамата се чудят на мащаба на задачата си. Генералът разговаря със свещеника за безсмислието на войната и безсмислието на тяхното начинание. Докато навлизат по-дълбоко в албанската провинция, те откриват, че са следвани от друг генерал, който търси телата на германски войници, убити през Втората световна война. Подобно на италианския си колега, германецът се бори с неблагодарна работа в търсене на останки, които да отнесе обратно у дома за погребение, и поставя под въпрос стойността на подобни жестове с национално значение.

## Прием
Романът първоначално е критикуван от албанските официални литературни критици, а след това е пренебрегнат, сякаш не съществува. Причината за това е, че Кадаре избягва социалистическия реалистичен стил, както и тематика, свързана с комунистическата партия. Романът на Кадаре е в рязък контраст с други писатели от онова време, които прославят комунистическата революция или пишат за идеологическото слънце, което топли всички комунисти.
Романът получава много положителни отзиви извън Албания, включително от литературните критици на „Ню Йорк Таймс“, „Бостън Глоуб“ и „Таймс“. Той е включен в списъка 100-те книги на ХХ век според „Монд“.
Въпреки че това е най-известният му роман и той самият го смята за добър като литературна стойност, Кадаре не го смята за най-доброто си произведение.

### Преводи
За първи път „Генералът на мъртвата армия“ е преведен на български от Марина Маринова, като е публикуван от „Народна култура“ през 1966 г. След това е преведен на сърбохърватски от Есад Мекули и публикуван през 1968 г. Следва превод на турски от Атила Токатлъ и Недждет Сандер и публикуване през 1970 г. в Истанбул.
Английският превод от Дерек Колтман не е направен директно от албанския, а от френското издание от 1970 г. През 2000 г. е публикуван ревизиран английски превод.

## Адаптации
Романът вдъхновява три филма: „Генералът на мъртвата армия“ на Лучано Товоли с участието на Мишел Пиколи и Марчело Мастрояни в ролята на италианския генерал, „Завръщането на мъртвата армия “ на Димитър Анагности (на албански: Kthimi i Ushtrise se Vdekur) – албански филм от 1989 г. филм с участието на Буяр Лако и „Животът и нищо друго“ на Бертран Таверние с участието на Филип Ноаре.

### Театър
Книгата е адаптирана за сцена и е често играна пиеса в албанските театри и в някои съседни страни.